# Три брата (фильм, 1981)
Три брата (итал. Tre fratelli) — фильм итальянского режиссёра Франческо Рози, вышедший в 1981 году. Вольная экранизация рассказа Андрея Платонова «Третий сын». Перенеся действие из советской глубинки в южную итальянскую деревушку и наполнив фильм реалиями итальянских 1970-х годов (терроризм, Красные бригады, политическая борьба, безработица, сексуальная революция), известный режиссёр сохранил пронзительную платоновскую интонацию и «простую» истину: смысл человеческой жизни — это любовь.

## Сюжет
Три брата — судья, учитель и рабочий — приезжают на похороны матери. У каждого из них свои драмы, страхи, заботы, проблемы — то, чем заполнена их повседневность. И только в этот трагический момент они осознают, что для человека важнее всего родной дом, семья, любовь, и какое это счастье — жить…

## Мнение критиков
Михаил Трофименков оценивает этот фильм как скучный и чрезмерно литературный. Итальянские критики усматривают в нём «притчу о современной Италии, искреннюю, честную, неизменно интересную, а подчас и волнующую». Французский критик назвал картину шедевром.

## Награды
- 1981 — Давид ди Донателло (4 премии: лучший режиссёр, лучший сценарий, лучший оператор, лучший актёр второго плана — Шарль Ванель)